# İmamoğlu
Pour les articles homonymes, voir İmamoğlu (homonymie).
İmamoğlu (prononcé [imamo:'ɫu]) est un district de Turquie, située dans la province d'Adana.

## Démographie
Au recensement de 2000, la population du district s'élève à 43 361 habitants et la seule ville d'İmamoğlu, à 30 428 habitants.
| 1990   | 1997   | 2000   | 2007   | 2009   |
| ------ | ------ | ------ | ------ | ------ |
| 21 484 | 30 244 | 30 428 | 21 331 | 20 914 |